# Кыргызстан на пляжных Азиатских играх 2012
На 3-х Азиатских пляжных играх, проходивших 12—22 июня 2012 года в Хайяне (Китай), Кыргызстан был представлен четырьмя спортсменами (двое мужчин и двое женщин), участвовавших в соревнованиях по пляжному волейболу. По итогам игр сборная Кыргызстана не смогла завоевать медали.

## Пляжный волейбол
| Спортсмены                                | Отборочный раунд                                         | Отборочный раунд | 1/8 финала | 1/4 финала | 1/2 финала | Финал     |
| Спортсмены                                | Результаты                                               | Место            | 1/8 финала | 1/4 финала | 1/2 финала | Финал     |
| ----------------------------------------- | -------------------------------------------------------- | ---------------- | ---------- | ---------- | ---------- | --------- |
| Мужчины: Талгат Чалмашбеков Даир Думанаев | Халид аль-Аркан, Абдельрахман Тафеш 0-2 13-21, 12-21     | Группа D 3       | не прошли  | не прошли  | не прошли  | не прошли |
| Мужчины: Талгат Чалмашбеков Даир Думанаев | Кьев Чионг Унг, Рафи Асруки Норлин 0-2 8-21, 8-21        | Группа D 3       | не прошли  | не прошли  | не прошли  | не прошли |
| Женщины: Ольга Ханина Анастасия Щелокова  | Лю Бисинь, У Шуфэнь 0-2 10-21, 8-21                      | Группа Y 3       | не прошли  | не прошли  | не прошли  | не прошли |
| Женщины: Ольга Ханина Анастасия Щелокова  | Фитри Виджаянти, Дини Джасита Путу Утами 0-2 9-21, 15-21 | Группа Y 3       | не прошли  | не прошли  | не прошли  | не прошли |